# آيت مياونص (تزارت)
آيت مياونص هي إحدى مشيخات المملكة المغربية، تتبع جغرافيا لإقليم الحوز وإداريًا لتزارت. يقدر عدد سكانها بـ 5247 نسمة حسب الإحصاء الرسمي للسكان والسكنى لسنة 2004.